# Károly Ferenczy

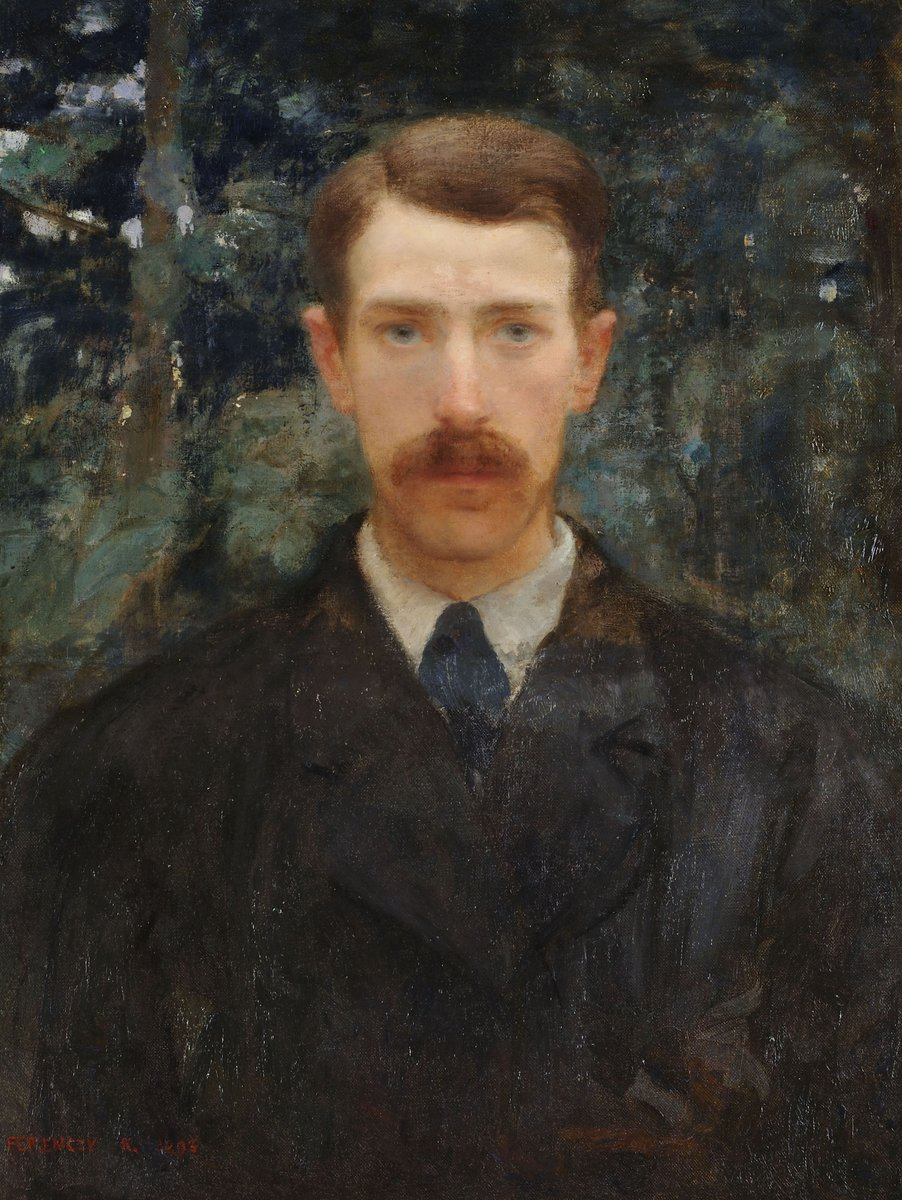
Autorretrato (1893)

Károly Ferenczy (8 de febrero de 1862-18 de marzo de 1917) fue un pintor húngaro miembro principal de la colonia de artistas de Nagybánya Él fue uno de varios artistas que fueron a Múnich para el estudio a finales del siglo XIX, donde asistió a clases gratuitas del pintor húngaro Simon Hollósy. 
A su regreso a Hungría, Ferenczy colaboró en la colonia de artistas a partir de 1896, donde se convirtió en una de sus principales figuras. 
Ferenczy considerado el "padre del impresionismo y postimpresionismo Webster" y el "fundador de la pintura húngara moderna."  
Sus obras han sido recopiladas por la Galería Nacional de Hungría, que atesora 51 de ellas. Sus obras se exponen también en otras instituciones nacionales y regionales, incluyendo el "Museo Ferenczy Károly", fundado en su ciudad natal, Szentendre, y en colecciones privadas.
En noviembre de 2011, se abrió una gran retrospectiva de Ferenczy que mostró, durante seis meses, la amplitud de su trabajo.

## Obras

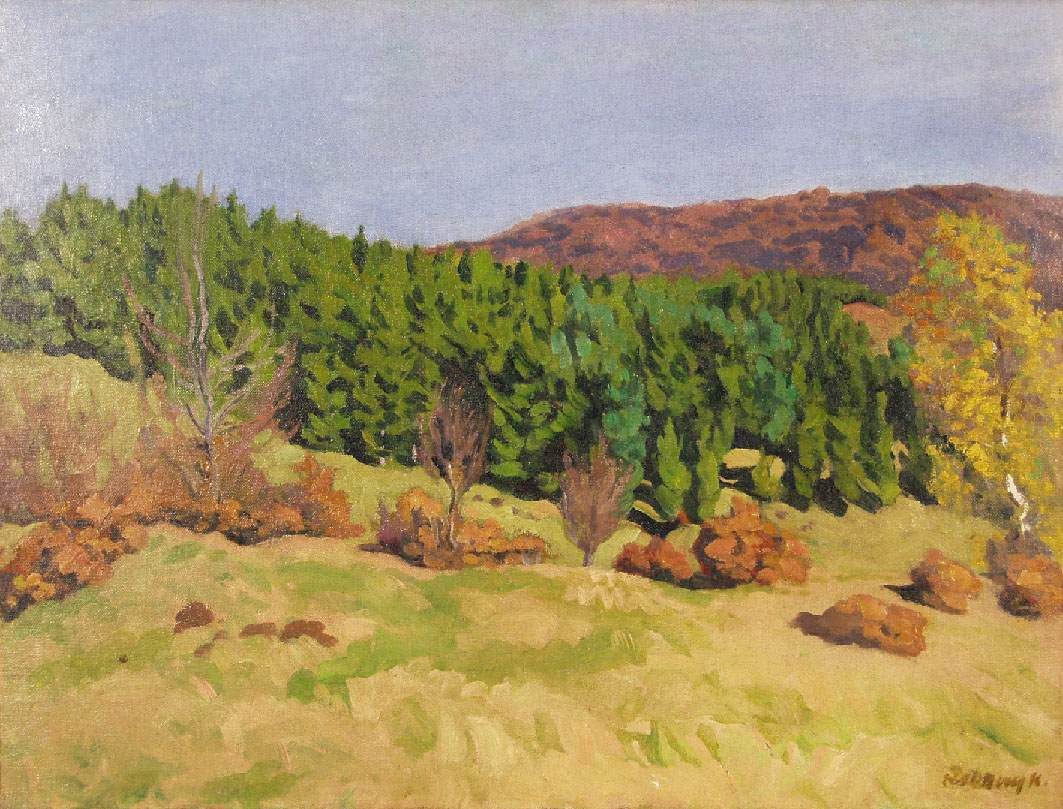
Izvora en otoño "Izvora ősszel" (1909)

- Niñas cuidando las flores "Leányok virágokat gondoznak" (1889)
- Ambiente nocturno con caballos "Esti hangulat lovakkal" (1889)
- Los jardineros "Kertészek (1891)
- Autorretrato (1893)
- Trino  de pájaros "Madárdal" (1893)
- Orpheus "Orfeusz" (1894)
- Adoración de los reyes "Királyok hódolása" (1895)
- Sermón de la Montaña " Hegyi beszéd " (1896)
- Los Tres Reyes "A háromkirályok" (1898)
- Retorno de los leñadores  "Hazatérő favágók" (1899)
- "Venta de José por sus hermanos "Józsefet eladják testvérei" (1900)
- Castaños "Gesztenyefák" (1900)
- Cima del cerro "Dombtetőn" (1901)
- Mañana de verano " Nyári reggel " (1902)
- Noche de marzo " Márciusi est " (1902)
- Niños bañándose " Fürdőző fiúk " (1902)
- Autorretrato (1903)
- Pintora " Festőnő " (1903)
- Bajada de la cruz " Keresztlevétel " (1903)
- Templo  " Templom " (1903)

- Octubre (1903)

Octubre (1903)

- Mañana de sol " Napos délelőtt "  (1905)
- Niños con el poni " Gyermekek ponnykon "(1905)
- Día de verano " Nyári nap " (1906)
- El hijo pródigo " A tékozló fiú " (1907)
- Retrato doble (Noemí y Benin) " Kettős arckép (Noémi és Béni) " (1908)
- Autorretrato (1910)
- La pared roja IV. " A vörös fal IV " (1910)
- Desnudo con fondo verde " Akt zöld háttérrel " (1911)
- Retrato triple " Hármas arckép " (1911)
- Artistas " Artisták " (1913)
- Mujer desnuda con fondo rojo " Női akt vörös háttérrel " (1913)
- Pieta(1913)
- Desnudo femenino con coral " Női akt korállal " (1914)
- Niña gitana durmiendo " Alvó cigányleány " (1915)
- Niña gitana " Cigánylány " (1916)

## Galería

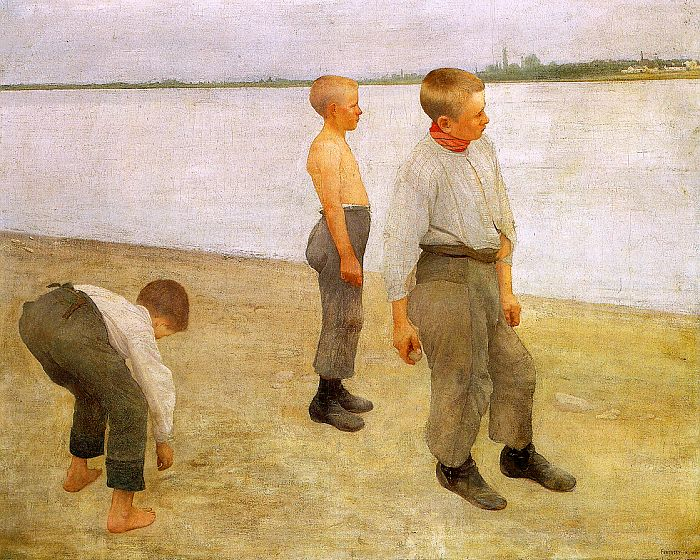
Niños tirando piedras en el río (1890)
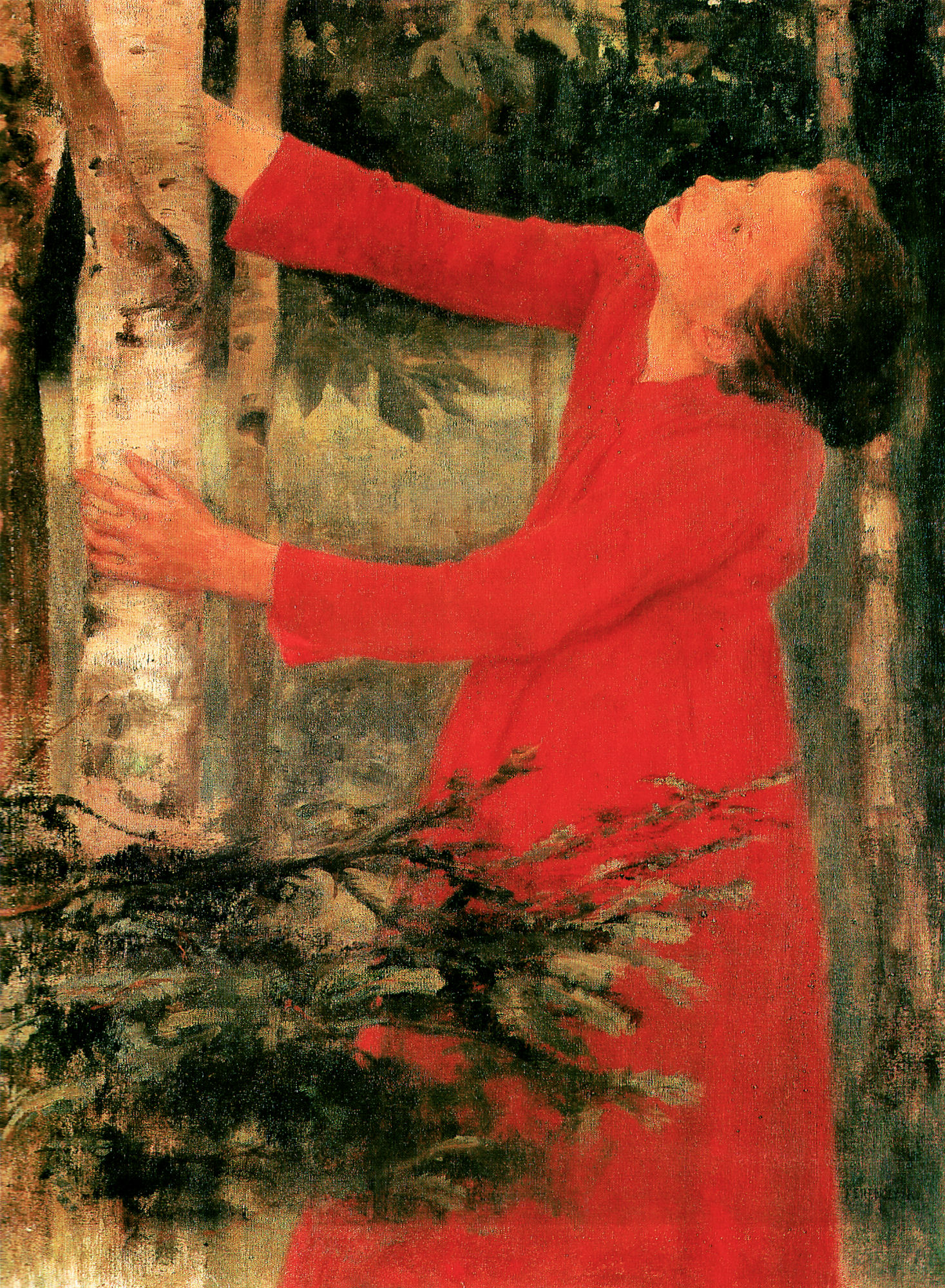
Canto de los pájaros (1893)
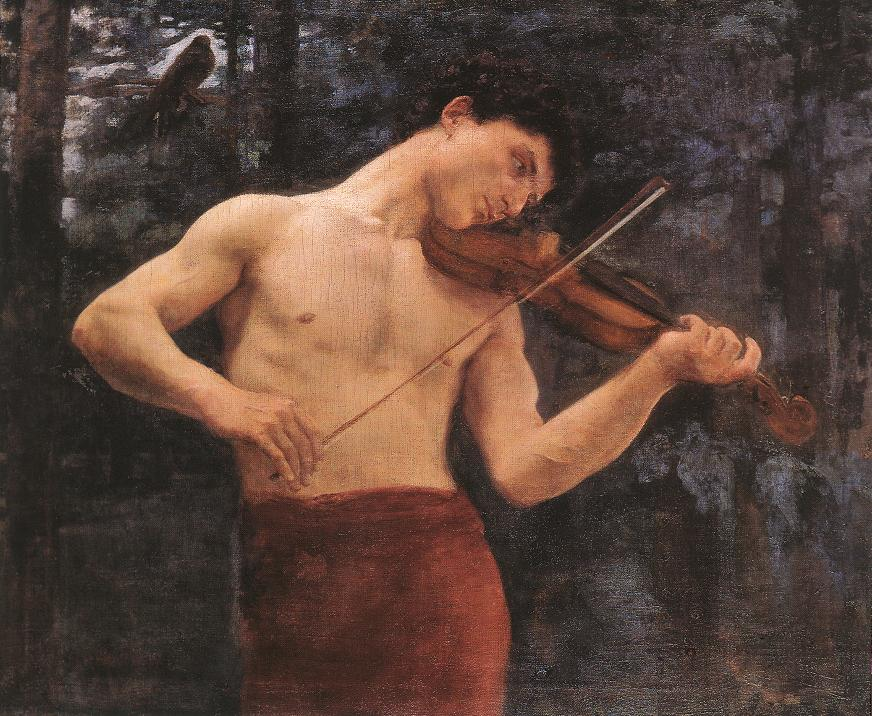
Orfeo  (1894)
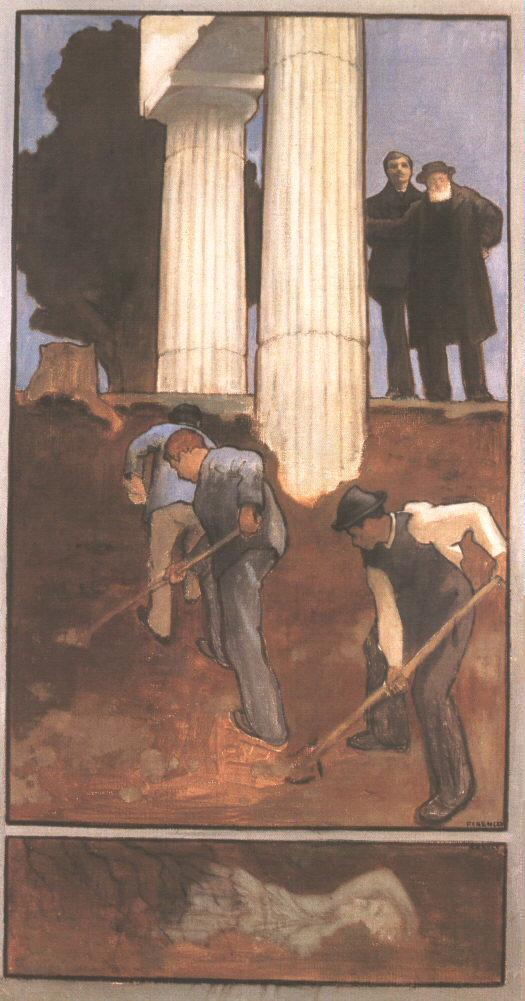
Arqueología (1896)
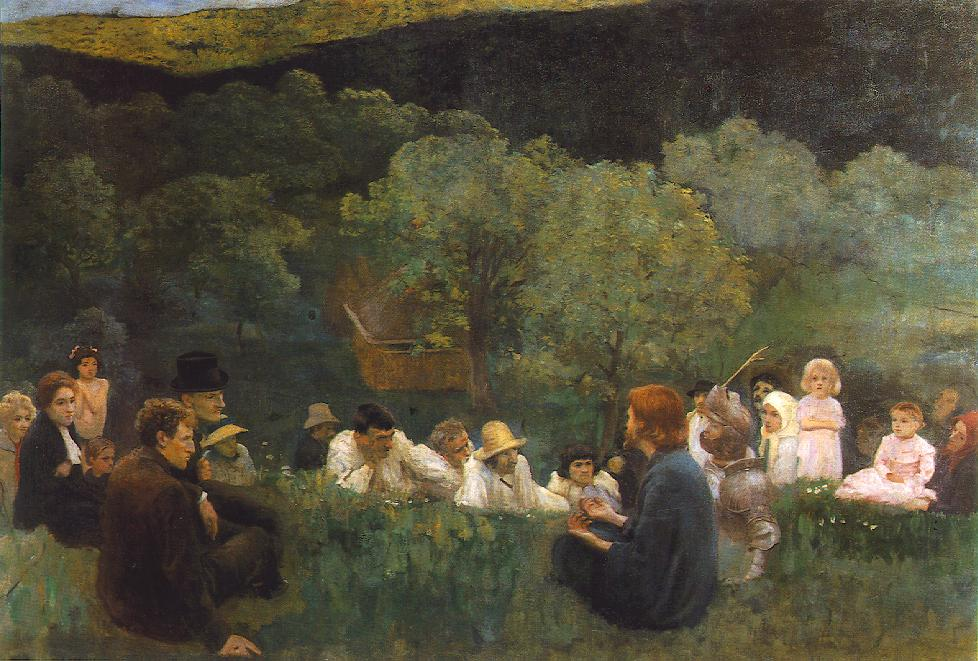
El sermón de la montaña (1896)
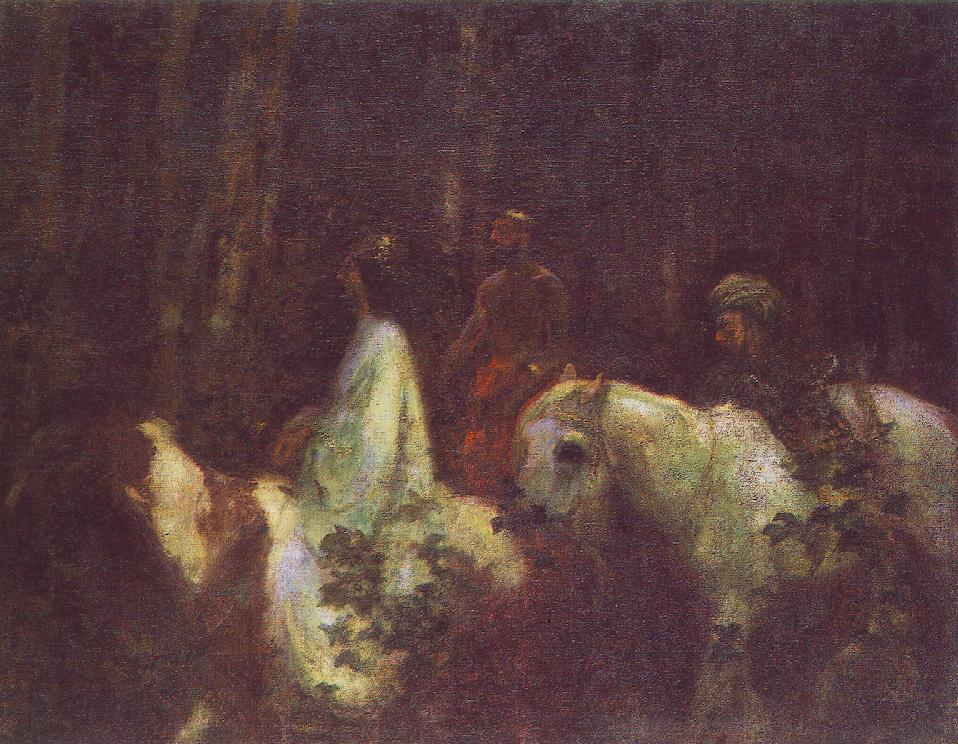
Los tres magos (1898)
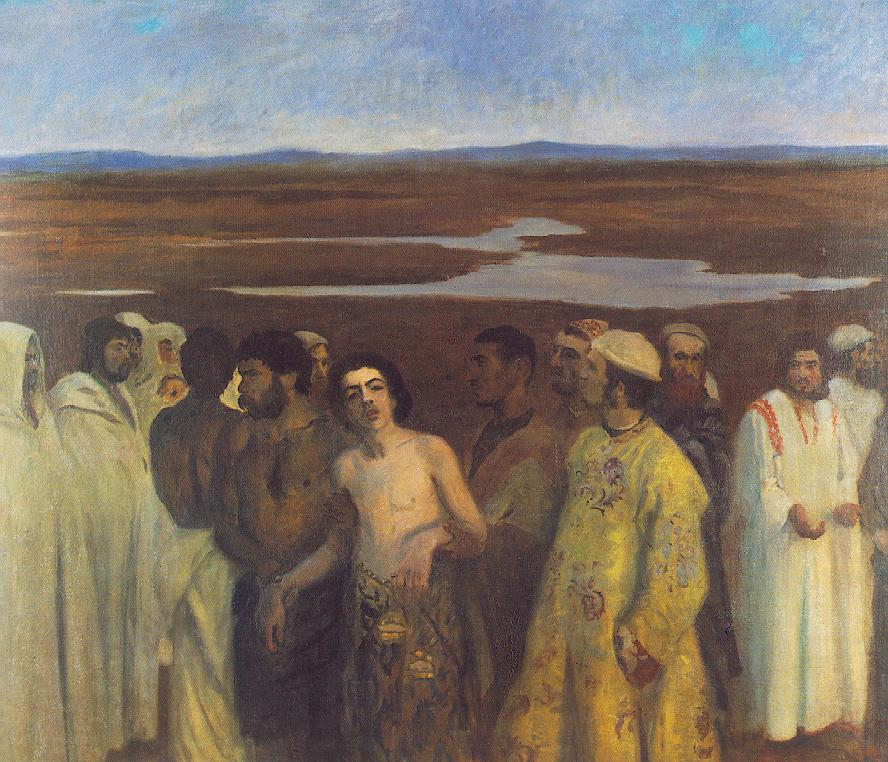
José es vendido como esclavo por sus hermanos (1900)
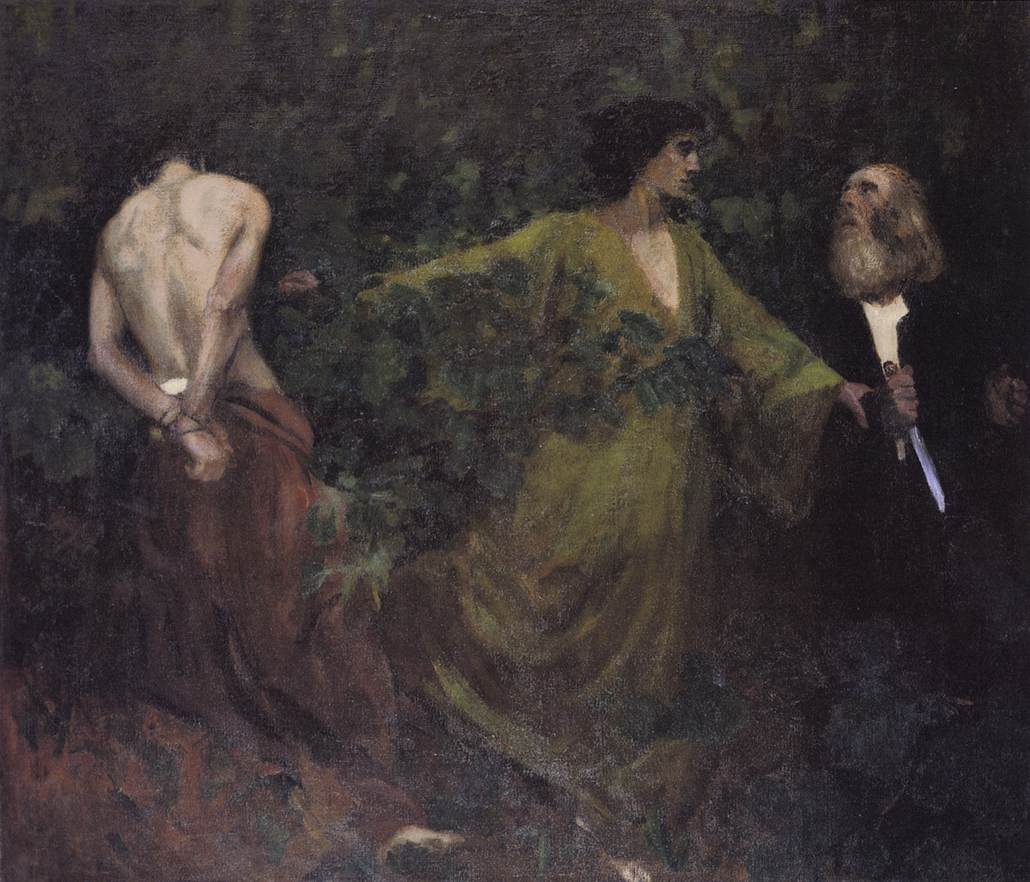
Sacrificio de Abraham (1901)
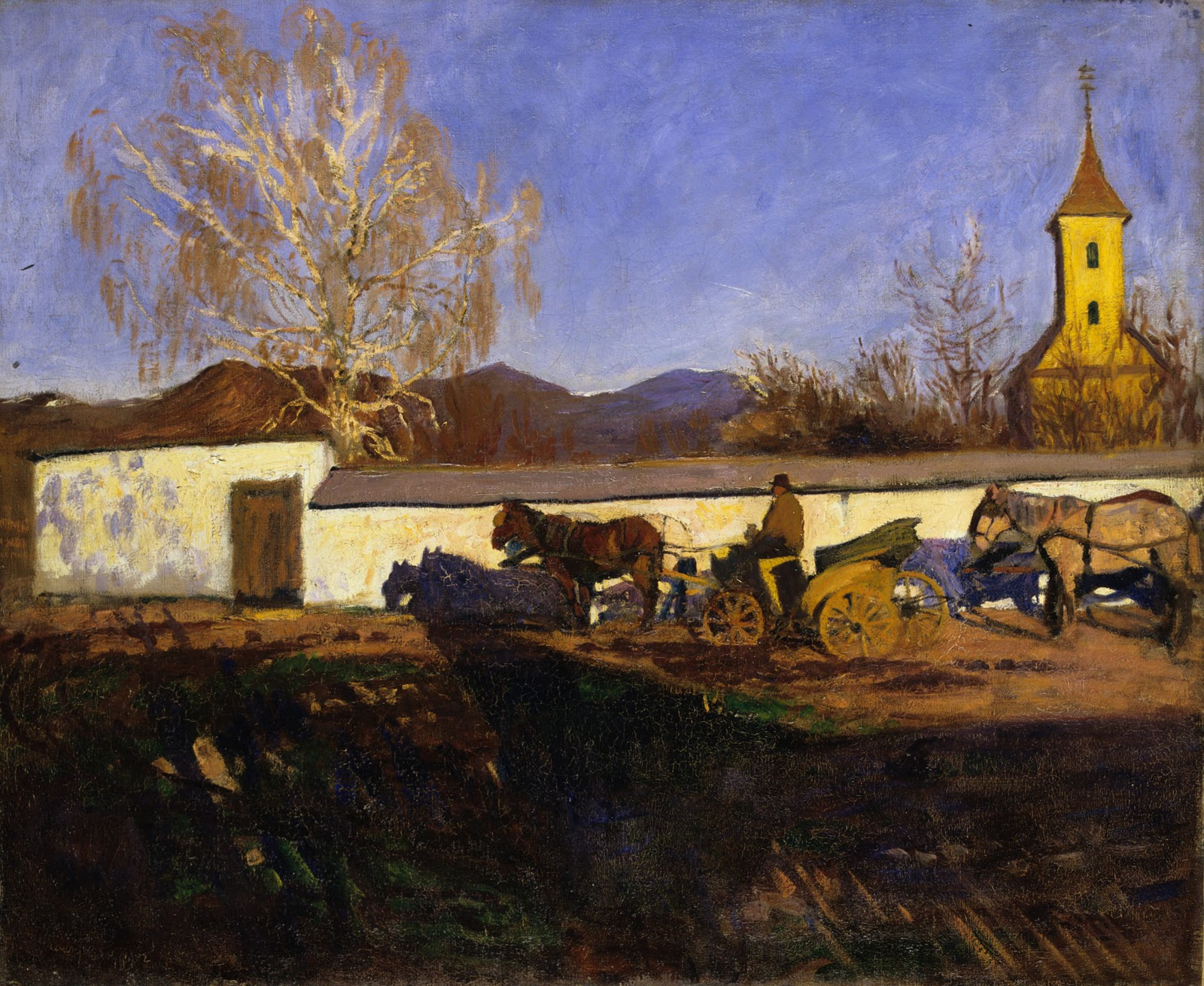
Tarde de marzo (1902)
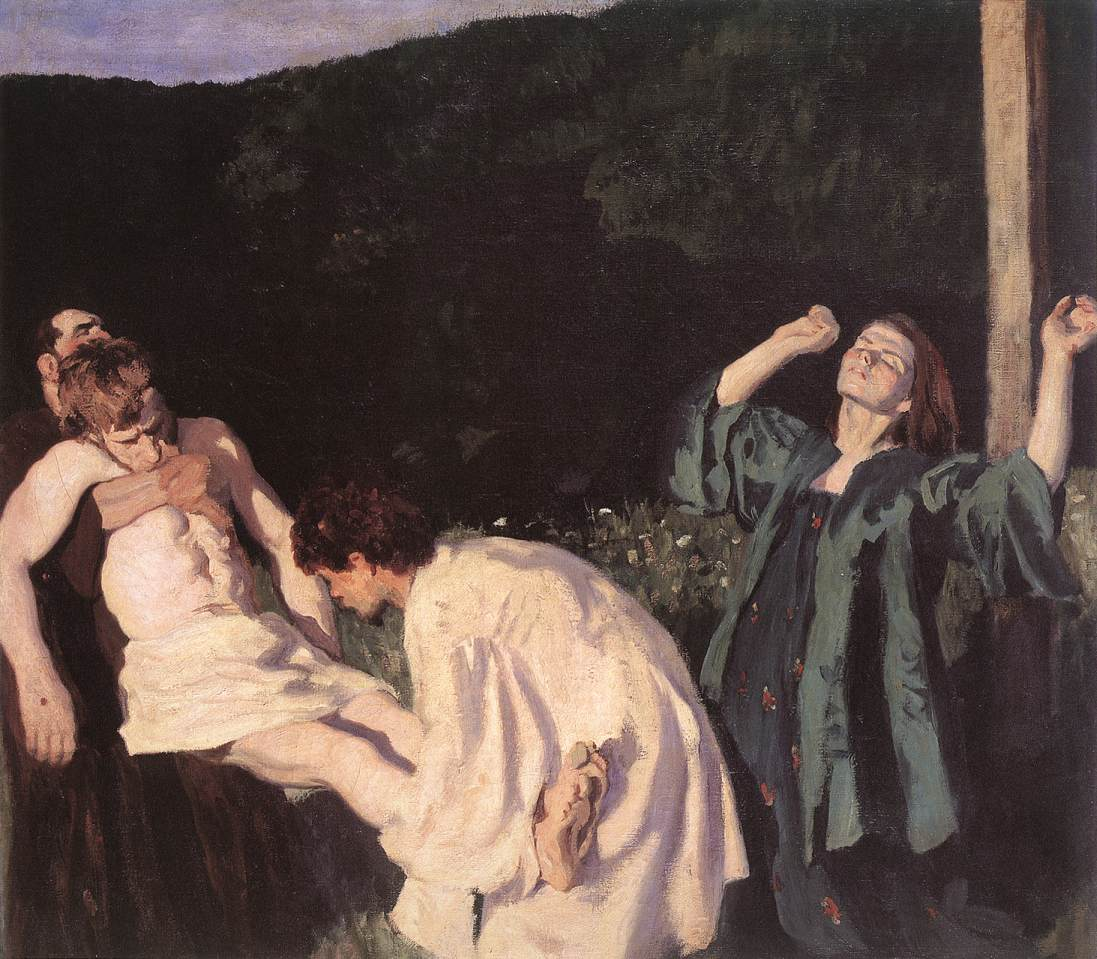
Deposición de la cruz (1903)
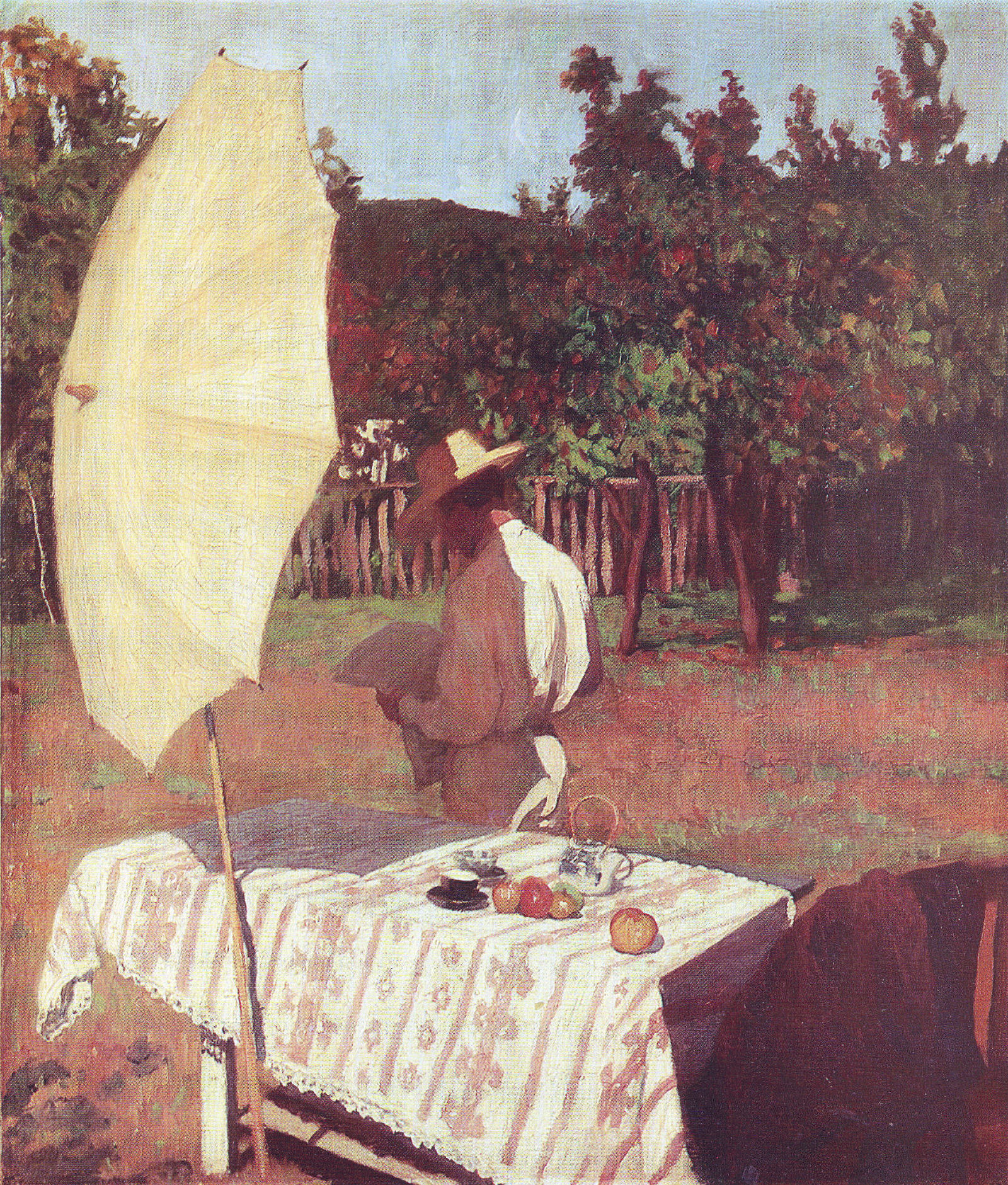
Octubre (1903)
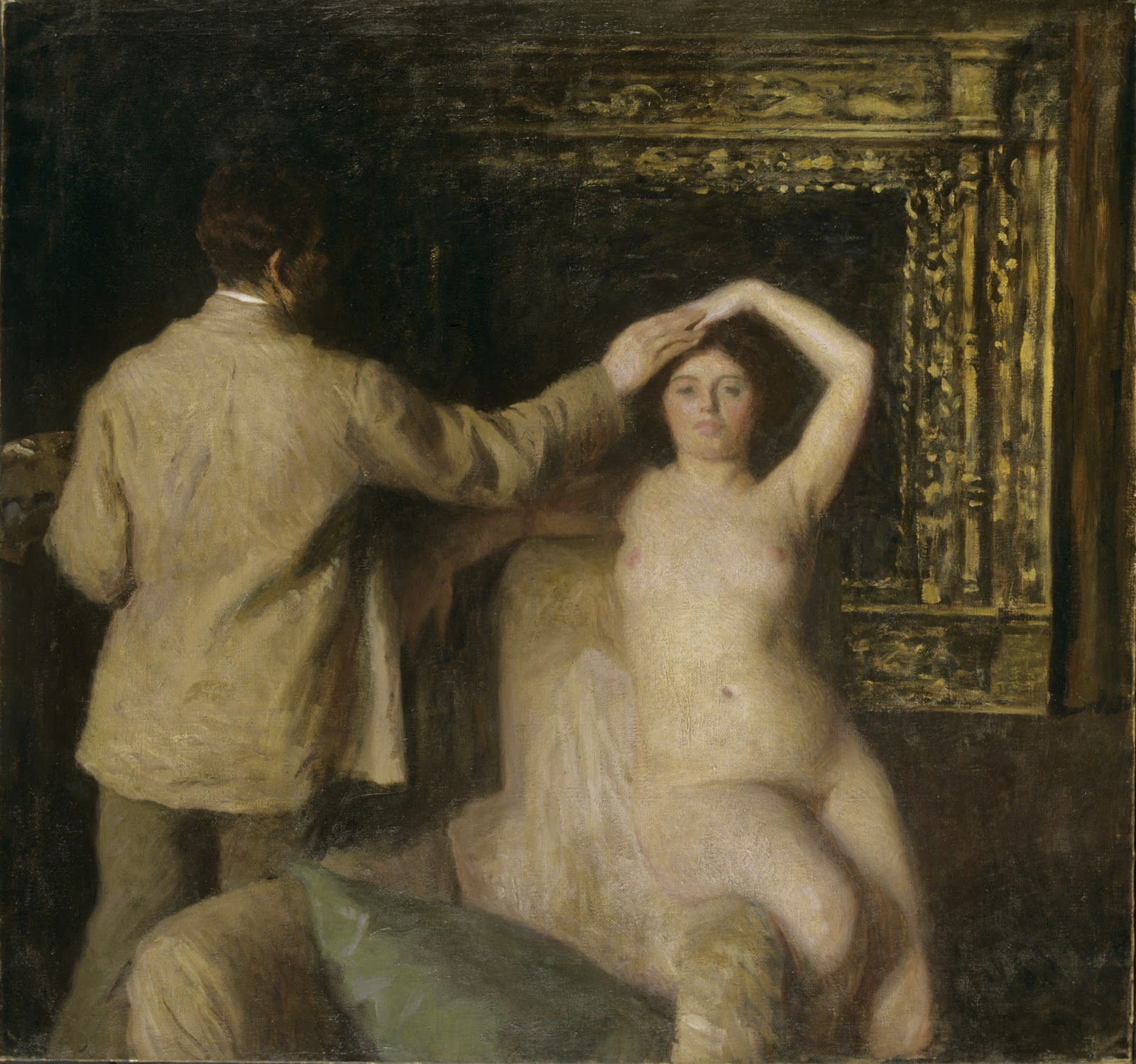
Pintor y modelo (1904)
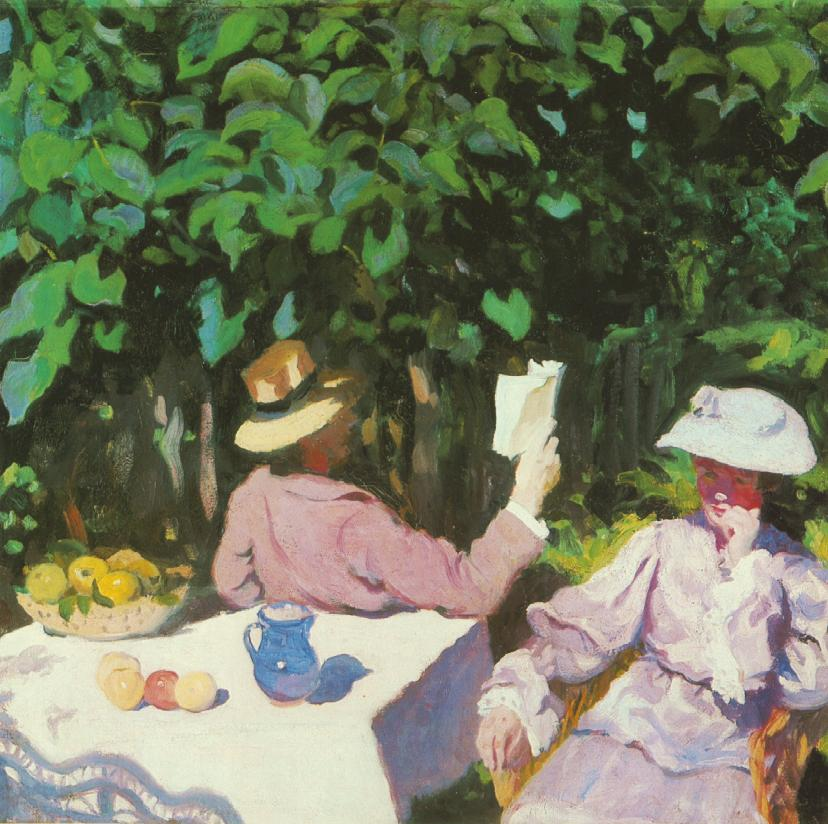
Mañana de sol (1905)
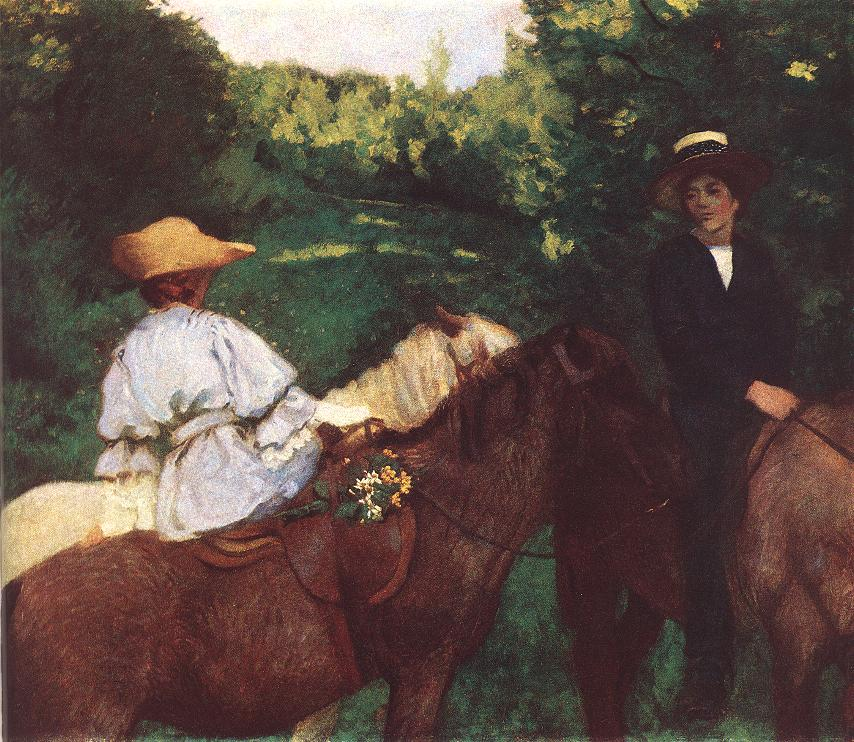
Riding Children (1905)
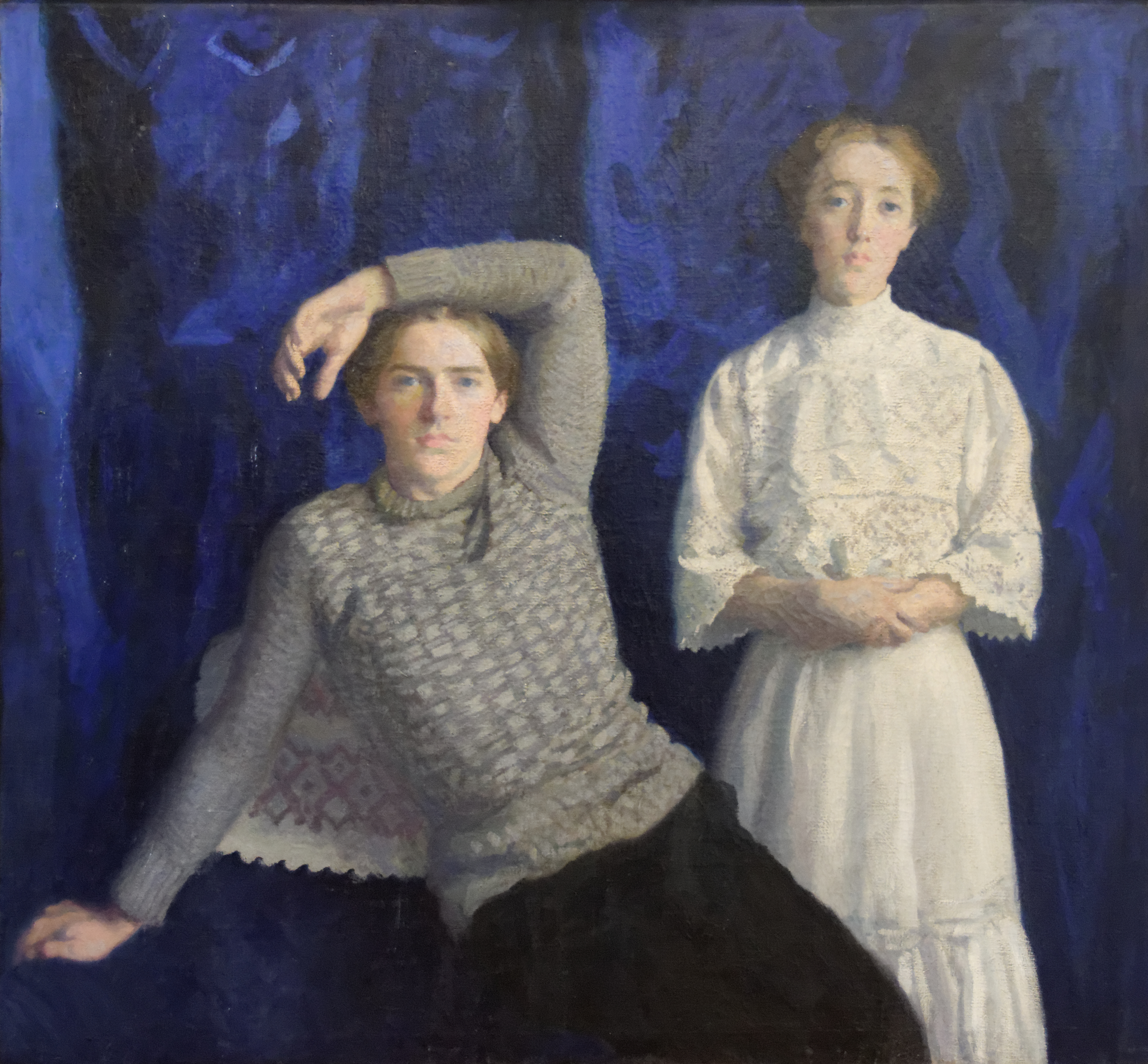
Béni y Noémi (1908)
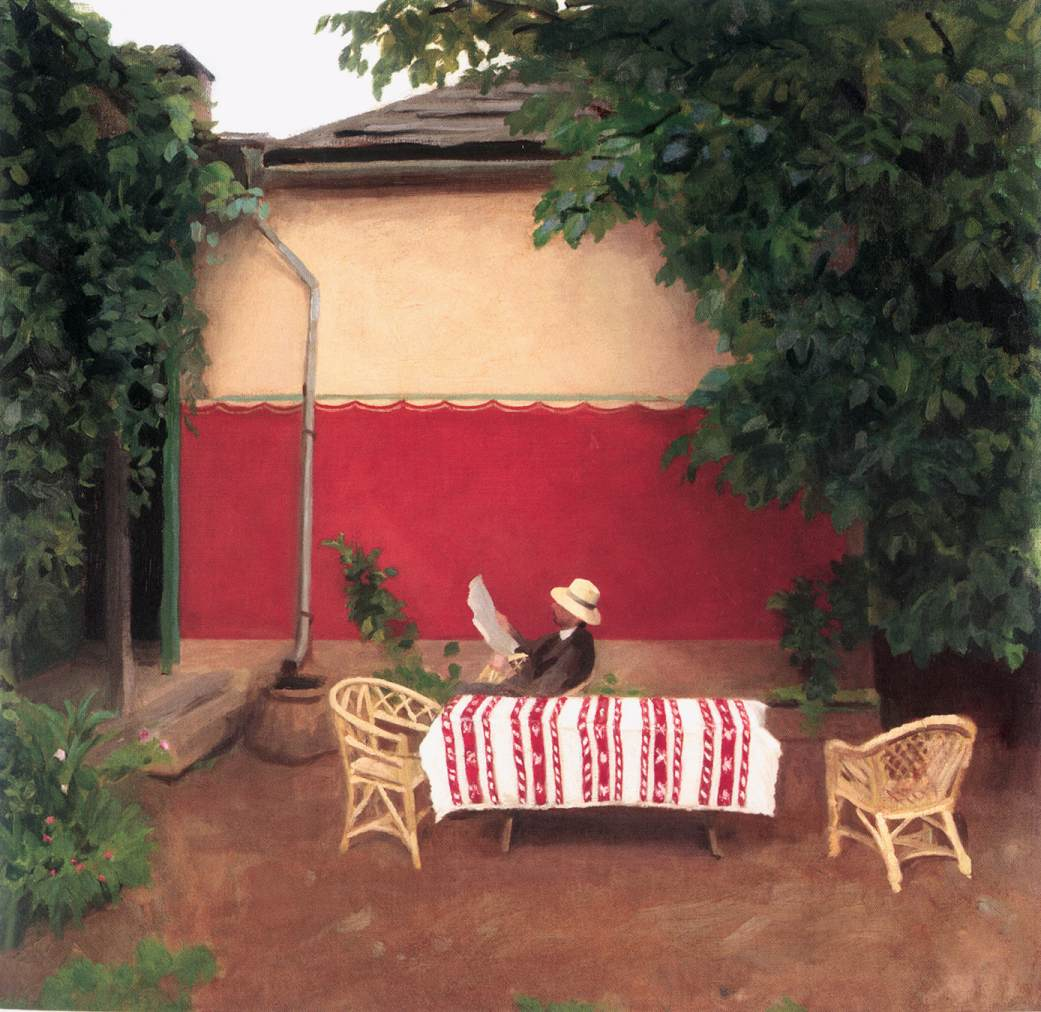
Pared roja (1910)